# Marie Fargues
Pour les articles homonymes, voir Fargues.
Marie Fargues (Paris, 15 mai 1884 - Ivry-sur-Seine, 10 août 1973) est une pédagogue catholique française du mouvement de l’éducation nouvelle.
L’Académie française lui décerne le prix Dodo en 1923 pour son ouvrage Choses divines et petits enfants.